# Cleorodes variegata
Cleorodes variegata är en fjärilsart som beskrevs av Barend J. Lempke 1952. Cleorodes variegata ingår i släktet Cleorodes och familjen mätare. Inga underarter finns listade i Catalogue of Life.